# Sonolor (equipo ciclista)
El equipo Sonolor, conocido posteriormente como Gitane-Campagnolo, fue un equipo ciclista francés que compitió profesionalmente entre el 1969 y 1977. 
Nació como heredero del antiguo Pelforth-Sauvage-Lejeune. Al disolverse a final de 1973 el equipo Gitane-Frigécrème, recibió la mayoría de su plantilla y su patrocinador. Cuando Renault adquirió la fábrica de bicicletas Gitane, el equipo ya pasó a ser Renault-Gitane.

## Principales resultados
- Gran Premio del Midi Libre: Walter Ricci (1970), Alain Meslet (1976)
- Trofeo de los Escaladores: Lucien Aimar (1970), Lucien Van Impe (1976)
- París-Bourges: Walter Ricci (1971)
- Gran Premio de Fourmies: Barry Hoban (1971), Willy Teirlinck (1974)
- Estrella de Bessèges: Jean-Luc Molinéris (1971, 1972), Robert Mintkiewicz (1973)
- Cuatro días de Dunkerque: Yves Hézard (1972)
- París-Camembert: José Catieau (1972), Raymond Martin (1975), Bernard Hinault (1976)
- Tour norteño: Michel Roques (1973)
- Tour del Oise y del Somme: Robert Mintkiewicz (1974)
- GP Ouest France-Plouay: Raymond Martin (1974), Jacques Bossis (1976, 1977)
- Circuito de la Sarthe: Bernard Hinault (1975)
- Tour del Aude: Bernard Hinault (1976)
- Tour de Limousin: Bernard Hinault (1976, 1977)
- Lieja-Bastogne-Lieja: Bernard Hinault (1977)
- Gante-Wevelgem: Bernard Hinault (1977)
- Dauphiné Libéré: Bernard Hinault (1977)
- Gran Premio de las Naciones: Bernard Hinault (1977)
- Critérium Internacional: Jean Chassang (1977)

### A las grandes vueltas
- Vuelta a España
  - 0 participaciones:

- Tour de Francia
  - 9 participaciones (1969, 1970, 1971, 1972, 1973, 1974, 1975, 1976, 1977)
  - 14 victorias de etapa:
    - 5 el 1972: Yves Hézard, Willy Teirlinck (3), Lucien Van Impe
    - 3 el 1973: Willy Teirlinck, Lucien Van Impe, Claude Tollet
    - 2 el 1975: Lucien Van Impe (2)
    - 1 el 1976: Lucien Van Impe
    - 3 el 1977: Pierre-Raymond Villemiane, Bernard Quilfen, Alain Meslet

  - 1 victorias final:
    - Lucien van Impe (1976)

  - 6 clasificaciones secundarias:
    - Gran Premio de la montaña: Lucien Van Impe (1971, 1972, 1975)
    - Clasificación de los esprints intermedios: Willy Teirlinck (1972), Robert Mintkiewicz (1976), Pierre-Raymond Villemiane (1977)

- Giro de Italia
  - 0 participaciones

## Composición del equipo
| \| Integrantes del equipo 1969 \| Integrantes del equipo 1969 \| Integrantes del equipo 1969 \| Integrantes del equipo 1969 \| \| Corredor \| Fecha de nacimiento \| Equipo previo \| \| \| ------------------------------------------------ \| --------------------------- \| ------------------------------- \| --------------------------- \| \| Stéphane Abrahamian \| 5 de septiembre de 1946 \| \| \| \| Joël Blevin (1 de ene–31 de may) \| 13 de marzo de 1947 \| Pelforth-Sauvage-Lejeune (1968) \| \| \| Michel Bon (1 de ene–19 de feb, Nota) \| 9 de septiembre de 1944 \| Frimatic-de Gribaldy (1968) \| \| \| José Catieau \| 17 de julio de 1946 \| Pelforth-Sauvage-Lejeune (1968) \| \| \| Philippe Crépel \| 12 de enero de 1945 \| Pelforth-Sauvage-Lejeune (1968) \| \| \| Willy De Waele (1 de sep–31 de dic) \| 24 de octubre de 1944 \| \| \| \| Édouard Delberghe \| 4 de octubre de 1935 \| Pelforth-Sauvage-Lejeune (1968) \| \| \| Aimable Denhez \| 30 de noviembre de 1941 \| \| \| \| Jean Pierre Ducasse (1 de ene–19 de feb, Nota) \| 16 de julio de 1944 \| \| \| \| Fernand Etter \| 4 de agosto de 1941 \| \| \| \| Roger Gilson (2 de jun–31 de dic) \| 19 de septiembre de 1947 \| \| \| \| Jean Graczyk \| 26 de mayo de 1933 \| Margnat-Paloma-Dunlop (1964) \| \| \| Bernard Guyot \| 19 de noviembre de 1945 \| Pelforth-Sauvage-Lejeune (1968) \| \| \| Claude Guyot \| 16 de enero de 1947 \| Pelforth-Sauvage-Lejeune (1968) \| \| \| Henri Heintz \| 17 de julio de 1946 \| Pelforth-Sauvage-Lejeune (1968) \| \| \| Jean-Pierre Huby \| 11 de marzo de 2025 \| \| \| \| René Panagiotis \| 3 de agosto de 1946 \| \| \| \| Francisco Perez Rodriguez \| 1 de noviembre de 1945 \| \| \| \| Michel Quinchon \| 28 de agosto de 1949 \| \| \| \| Yves Ravaleu \| 5 de septiembre de 1945 \| \| \| \| Jean-Claude Theillière \| 23 de mayo de 1944 \| BiC (1968) \| \| \| Christiaan Van de Gehuchte (18 de ago–31 de dic) \| 1 de junio de 1945 \| \| \| \| Lucien van Impe (26 de jun–31 de dic) \| 20 de octubre de 1946 \| \| \| \| André Wilhelm \| 7 de febrero de 1943 \| \| \| \| André Zimmermann \| 20 de febrero de 1939 \| Peugeot-BP-Michelin (1968) \| \| \| \| \| \| \| \| Fuente: Cycling Archives \| \| \| \|Nota: Stéphane Abrahamian Nota: Michel Bon, muerte Nota: Jean Pierre Ducasse, muerte : |                          |                                 |  |
| Integrantes del equipo 1969 |                          |                                 |  |
| Corredor | Fecha de nacimiento      | Equipo previo                   |  |
| Stéphane Abrahamian | 5 de septiembre de 1946  |                                 |  |
| Joël Blevin (1 de ene–31 de may) | 13 de marzo de 1947      | Pelforth-Sauvage-Lejeune (1968) |  |
| Michel Bon (1 de ene–19 de feb, Nota) | 9 de septiembre de 1944  | Frimatic-de Gribaldy (1968)     |  |
| José Catieau | 17 de julio de 1946      | Pelforth-Sauvage-Lejeune (1968) |  |
| Philippe Crépel | 12 de enero de 1945      | Pelforth-Sauvage-Lejeune (1968) |  |
| Willy De Waele (1 de sep–31 de dic) | 24 de octubre de 1944    |                                 |  |
| Édouard Delberghe | 4 de octubre de 1935     | Pelforth-Sauvage-Lejeune (1968) |  |
| Aimable Denhez | 30 de noviembre de 1941  |                                 |  |
| Jean Pierre Ducasse (1 de ene–19 de feb, Nota) | 16 de julio de 1944      |                                 |  |
| Fernand Etter | 4 de agosto de 1941      |                                 |  |
| Roger Gilson (2 de jun–31 de dic) | 19 de septiembre de 1947 |                                 |  |
| Jean Graczyk | 26 de mayo de 1933       | Margnat-Paloma-Dunlop (1964)    |  |
| Bernard Guyot | 19 de noviembre de 1945  | Pelforth-Sauvage-Lejeune (1968) |  |
| Claude Guyot | 16 de enero de 1947      | Pelforth-Sauvage-Lejeune (1968) |  |
| Henri Heintz | 17 de julio de 1946      | Pelforth-Sauvage-Lejeune (1968) |  |
| Jean-Pierre Huby | 11 de marzo de 2025      |                                 |  |
| René Panagiotis | 3 de agosto de 1946      |                                 |  |
| Francisco Perez Rodriguez | 1 de noviembre de 1945   |                                 |  |
| Michel Quinchon | 28 de agosto de 1949     |                                 |  |
| Yves Ravaleu | 5 de septiembre de 1945  |                                 |  |
| Jean-Claude Theillière | 23 de mayo de 1944       | BiC (1968)                      |  |
| Christiaan Van de Gehuchte (18 de ago–31 de dic) | 1 de junio de 1945       |                                 |  |
| Lucien van Impe (26 de jun–31 de dic) | 20 de octubre de 1946    |                                 |  |
| André Wilhelm | 7 de febrero de 1943     |                                 |  |
| André Zimmermann | 20 de febrero de 1939    | Peugeot-BP-Michelin (1968)      |  |
| |                          |                                 |  |
| Fuente: Cycling Archives |                          |                                 |  |

| \| Integrantes del equipo 1976 \| Integrantes del equipo 1976 \| Integrantes del equipo 1976 \| Integrantes del equipo 1976 \| \| Corredor \| Fecha de nacimiento \| Equipo previo \| \| \| --------------------------- \| --------------------------- \| --------------------------- \| --------------------------- \| \| Hubert Arbès \| 9 de enero de 1950 \| \| \| \| Jacques Bossis \| 22 de diciembre de 1952 \| \| \| \| André Chalmel \| 10 de octubre de 1949 \| Gitane-Campagnolo (1976) \| \| \| Jean Chassang \| 8 de febrero de 1951 \| \| \| \| René Dillen \| 18 de junio de 1951 \| \| \| \| Jean-Jacques Fussien \| 21 de enero de 1952 \| \| \| \| Bernard Hinault \| 14 de noviembre de 1954 \| Gitane-Campagnolo (1976) \| \| \| Guy Leleu \| 4 de febrero de 1950 \| \| \| \| Raymond Martin \| 22 de mayo de 1949 \| \| \| \| Alain Meslet \| 8 de febrero de 1950 \| Gitane-Campagnolo (1976) \| \| \| Robert Mintkiewicz \| 14 de octubre de 1947 \| \| \| \| Bernard Quilfen \| 20 de abril de 1949 \| \| \| \| Alain Santy \| 28 de agosto de 1949 \| Gitane-Campagnolo (1976) \| \| \| Willy Teirlinck \| 10 de agosto de 1948 \| \| \| \| Lucien van Impe \| 20 de octubre de 1946 \| \| \| \| Sylvain Vasseur \| 28 de febrero de 1946 \| \| \| \| Pierre-Raymond Villemiane \| 12 de marzo de 1951 \| \| \| \| \| \| \| \| \| Fuente: Cycling Archives \| \| \| \|Nota: Hubert Arbès |                         |                          |  |
| Integrantes del equipo 1976 |                         |                          |  |
| Corredor | Fecha de nacimiento     | Equipo previo            |  |
| Hubert Arbès | 9 de enero de 1950      |                          |  |
| Jacques Bossis | 22 de diciembre de 1952 |                          |  |
| André Chalmel | 10 de octubre de 1949   | Gitane-Campagnolo (1976) |  |
| Jean Chassang | 8 de febrero de 1951    |                          |  |
| René Dillen | 18 de junio de 1951     |                          |  |
| Jean-Jacques Fussien | 21 de enero de 1952     |                          |  |
| Bernard Hinault | 14 de noviembre de 1954 | Gitane-Campagnolo (1976) |  |
| Guy Leleu | 4 de febrero de 1950    |                          |  |
| Raymond Martin | 22 de mayo de 1949      |                          |  |
| Alain Meslet | 8 de febrero de 1950    | Gitane-Campagnolo (1976) |  |
| Robert Mintkiewicz | 14 de octubre de 1947   |                          |  |
| Bernard Quilfen | 20 de abril de 1949     |                          |  |
| Alain Santy | 28 de agosto de 1949    | Gitane-Campagnolo (1976) |  |
| Willy Teirlinck | 10 de agosto de 1948    |                          |  |
| Lucien van Impe | 20 de octubre de 1946   |                          |  |
| Sylvain Vasseur | 28 de febrero de 1946   |                          |  |
| Pierre-Raymond Villemiane | 12 de marzo de 1951     |                          |  |
| |                         |                          |  |
| Fuente: Cycling Archives |                         |                          |  |

| \| Integrantes del equipo 1976 \| Integrantes del equipo 1976 \| Integrantes del equipo 1976 \| Integrantes del equipo 1976 \| \| Corredor \| Fecha de nacimiento \| Equipo previo \| \| \| --------------------------- \| --------------------------- \| --------------------------- \| --------------------------- \| \| Hubert Arbès \| 9 de enero de 1950 \| \| \| \| Jacques Bossis \| 22 de diciembre de 1952 \| \| \| \| André Chalmel \| 10 de octubre de 1949 \| Gitane-Campagnolo (1976) \| \| \| Jean Chassang \| 8 de febrero de 1951 \| \| \| \| René Dillen \| 18 de junio de 1951 \| \| \| \| Jean-Jacques Fussien \| 21 de enero de 1952 \| \| \| \| Bernard Hinault \| 14 de noviembre de 1954 \| Gitane-Campagnolo (1976) \| \| \| Guy Leleu \| 4 de febrero de 1950 \| \| \| \| Raymond Martin \| 22 de mayo de 1949 \| \| \| \| Alain Meslet \| 8 de febrero de 1950 \| Gitane-Campagnolo (1976) \| \| \| Robert Mintkiewicz \| 14 de octubre de 1947 \| \| \| \| Bernard Quilfen \| 20 de abril de 1949 \| \| \| \| Alain Santy \| 28 de agosto de 1949 \| Gitane-Campagnolo (1976) \| \| \| Willy Teirlinck \| 10 de agosto de 1948 \| \| \| \| Lucien van Impe \| 20 de octubre de 1946 \| \| \| \| Sylvain Vasseur \| 28 de febrero de 1946 \| \| \| \| Pierre-Raymond Villemiane \| 12 de marzo de 1951 \| \| \| \| \| \| \| \| \| Fuente: Cycling Archives \| \| \| \|Nota: Hubert Arbès |                         |                          |  |
| Integrantes del equipo 1976 |                         |                          |  |
| Corredor | Fecha de nacimiento     | Equipo previo            |  |
| Hubert Arbès | 9 de enero de 1950      |                          |  |
| Jacques Bossis | 22 de diciembre de 1952 |                          |  |
| André Chalmel | 10 de octubre de 1949   | Gitane-Campagnolo (1976) |  |
| Jean Chassang | 8 de febrero de 1951    |                          |  |
| René Dillen | 18 de junio de 1951     |                          |  |
| Jean-Jacques Fussien | 21 de enero de 1952     |                          |  |
| Bernard Hinault | 14 de noviembre de 1954 | Gitane-Campagnolo (1976) |  |
| Guy Leleu | 4 de febrero de 1950    |                          |  |
| Raymond Martin | 22 de mayo de 1949      |                          |  |
| Alain Meslet | 8 de febrero de 1950    | Gitane-Campagnolo (1976) |  |
| Robert Mintkiewicz | 14 de octubre de 1947   |                          |  |
| Bernard Quilfen | 20 de abril de 1949     |                          |  |
| Alain Santy | 28 de agosto de 1949    | Gitane-Campagnolo (1976) |  |
| Willy Teirlinck | 10 de agosto de 1948    |                          |  |
| Lucien van Impe | 20 de octubre de 1946   |                          |  |
| Sylvain Vasseur | 28 de febrero de 1946   |                          |  |
| Pierre-Raymond Villemiane | 12 de marzo de 1951     |                          |  |
| |                         |                          |  |
| Fuente: Cycling Archives |                         |                          |  |

| \| Integrantes del equipo 1977 \| Integrantes del equipo 1977 \| Integrantes del equipo 1977 \| Integrantes del equipo 1977 \| \| Corredor \| Fecha de nacimiento \| Equipo previo \| \| \| --------------------------- \| --------------------------- \| ----------------------------- \| --------------------------- \| \| Hubert Arbès \| 9 de enero de 1950 \| \| \| \| Roland Berland \| 26 de febrero de 1945 \| Super Ser (1976) \| \| \| Jacques Bossis \| 22 de diciembre de 1952 \| \| \| \| André Chalmel \| 10 de octubre de 1949 \| Gitane-Campagnolo (1977) \| \| \| Jean Chassang \| 8 de febrero de 1951 \| \| \| \| Gilbert Chaumaz \| 12 de enero de 1953 \| \| \| \| Patrick Cluzaud \| 16 de febrero de 1952 \| \| \| \| Bernard Hinault \| 14 de noviembre de 1954 \| Gitane-Campagnolo (1977) \| \| \| Alain Meslet \| 8 de febrero de 1950 \| Gitane-Campagnolo (1977) \| \| \| Robert Mintkiewicz \| 14 de octubre de 1947 \| \| \| \| Gérard Moneyron \| 17 de enero de 1948 \| Gan-Mercier-Hutchinson (1976) \| \| \| Michel Périn \| 20 de mayo de 1947 \| Gan-Mercier-Hutchinson (1976) \| \| \| Bernard Quilfen \| 20 de abril de 1949 \| \| \| \| Willy Teirlinck \| 10 de agosto de 1948 \| \| \| \| Sylvain Vasseur \| 28 de febrero de 1946 \| \| \| \| Pierre-Raymond Villemiane \| 12 de marzo de 1951 \| \| \| \| \| \| \| \| \| Fuente: Cycling Archives \| \| \| \|Nota: Hubert Arbès |                         |                               |  |
| Integrantes del equipo 1977 |                         |                               |  |
| Corredor | Fecha de nacimiento     | Equipo previo                 |  |
| Hubert Arbès | 9 de enero de 1950      |                               |  |
| Roland Berland | 26 de febrero de 1945   | Super Ser (1976)              |  |
| Jacques Bossis | 22 de diciembre de 1952 |                               |  |
| André Chalmel | 10 de octubre de 1949   | Gitane-Campagnolo (1977)      |  |
| Jean Chassang | 8 de febrero de 1951    |                               |  |
| Gilbert Chaumaz | 12 de enero de 1953     |                               |  |
| Patrick Cluzaud | 16 de febrero de 1952   |                               |  |
| Bernard Hinault | 14 de noviembre de 1954 | Gitane-Campagnolo (1977)      |  |
| Alain Meslet | 8 de febrero de 1950    | Gitane-Campagnolo (1977)      |  |
| Robert Mintkiewicz | 14 de octubre de 1947   |                               |  |
| Gérard Moneyron | 17 de enero de 1948     | Gan-Mercier-Hutchinson (1976) |  |
| Michel Périn | 20 de mayo de 1947      | Gan-Mercier-Hutchinson (1976) |  |
| Bernard Quilfen | 20 de abril de 1949     |                               |  |
| Willy Teirlinck | 10 de agosto de 1948    |                               |  |
| Sylvain Vasseur | 28 de febrero de 1946   |                               |  |
| Pierre-Raymond Villemiane | 12 de marzo de 1951     |                               |  |
| |                         |                               |  |
| Fuente: Cycling Archives |                         |                               |  |